# Distretto di Higashiusuki
Il distretto di Higashiusuki (東臼杵郡, Higashiusuki-gun?) è uno dei distretti della prefettura di Miyazaki, in Giappone.
Attualmente fanno parte del distretto i comuni di Kadogawa, Misato, Morotsuka e Shiiba.
| Controllo di autorità | VIAF (EN) 255476919 · NDL (EN, JA) 00403341 |